# Anopheles rivulorum
Anopheles rivulorum är en tvåvingeart som beskrevs av Herbert Sefton Leeson 1935. Anopheles rivulorum ingår i släktet Anopheles och familjen stickmyggor. Inga underarter finns listade i Catalogue of Life.